# Sabia yunnanensis
Sabia yunnanensis är en tvåhjärtbladig växtart. Sabia yunnanensis ingår i släktet Sabia och familjen Sabiaceae.

## Underarter
Arten delas in i följande underarter:
- S. y. latifolia
- S. y. yunnanensis